# Johannes Schriebl
Johannes Schriebl (* 21. April 2002 in Oberwart) ist ein österreichischer Fußballspieler.

## Karriere

### Verein
Schriebl begann seine Karriere beim SC Bad Tatzmannsdorf. Zur Saison 2015/16 wechselte er zum SV Stuben. Zur Saison 2016/17 kam er in die AKA Burgenland. Im August 2019 debütierte er für die Amateure seines Stammklubs SV Mattersburg in der Regionalliga. Bis zum COVID-bedingten Abbruch der Saison 2019/20 kam er zu sechs Einsätzen. Nach der Saison 2019/20 stellte Mattersburg allerdings den Spielbetrieb ein.
Daraufhin wechselte Schriebl zur Saison 2020/21 zu den Amateuren des SV Lafnitz. In der ebenfalls abgebrochenen Saison 2020/21 kam er zu fünf Einsätzen in der Landesliga für Lafnitz II. Im Oktober 2021 stand er erstmals im Profikader der Steirer. Zu einem Einsatz kam er 2021/22 aber noch nicht, für die Amateure absolvierte er 28 Partien. Zur Saison 2022/23 rückte er fest in den Profikader. Sein Debüt in der 2. Liga gab er anschließend im Mai 2023, als er am 27. Spieltag jener Saison gegen den SKU Amstetten in der 66. Minute für Daniel Gremsl eingewechselt wurde. Für Lafnitz kam er insgesamt zu 44 Einsätzen in der 2. Liga, aus der das Team aber am Ende der Saison 2024/25 abstieg.
Nach dem Abstieg wechselte Schriebl zur Saison 2025/26 zu Zweitligist Schwarz-Weiß Bregenz, bei dem er einen bis 2026 laufenden Vertrag erhielt.

### Nationalmannschaft
Schriebl spielte im April 2017 erstmals für eine österreichische Jugendnationalauswahl. Im März 2019 debütierte er gegen Georgien für die österreichische U-17-Auswahl. Mit dieser nahm er 2019 auch an der EM teil. Bei dieser kam er in einem Spiel zum Einsatz, mit Österreich schied er jedoch punktelos als Letzter der Gruppe D in der Vorrunde aus.
Im Februar 2020 debütierte er gegen Zypern für die U-18-Auswahl.